# Prowincja Awaji
Prowincja Awaji (jap. 淡路国 Awaji-no-kuni; wcześniej 淡道) – jedna z prowincji w dawnej Japonii, zajmująca całą wyspę Awaji na Morzu Wewnętrznym pomiędzy wyspami Honsiu (Honshū) a Sikoku (Shikoku). Obecnie całość należy do prefektury Hyōgo. Zwana była również Tanshū (淡州).

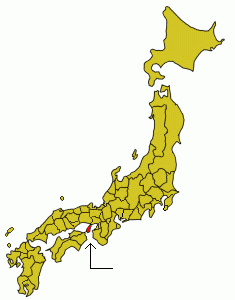
Prowincja Awaji

Prowincja Awaji utworzona została w VII w. jako część regionu Nankaidō. W Nankaidō, Awaji leżała między prowincjami: Kii (na Honsiu) oraz Awa (na Sikoku). Awaji znaczy właśnie "Droga do Awa", a dokładnie, droga do prowincji Awa ze stolicy dawnej Japonii, Kioto. Awaji była podzielona na dwa dystrykty: Tsuna-no-kōri w północnej części oraz Mihara-no-kōri w południowej części.
Zarządzający prowincją prawdopodobnie zamieszkiwali obecne miasto Minami-Awaji, lecz dotychczas nie udało się znaleźć na to dowodów.
Prowincja Awaji była używana jako miejsce zsyłek, m.in. cesarz Junnin został zesłany na tę wyspę i tu zmarł.
W okresie Edo prowincją zarządzał klan Hachisuka. Gdy obalono system hanów i powstały prefektury, mieszkańcy opowiedzieli się za przyłączeniem do prefektury Hyōgo, a nie do prefektury Tokushima. Głównym powodem tej decyzji były polityczne konflikty pomiędzy Tokushimą i Awaji.